# Formica adamsi
Formica adamsi es una especie de hormiga del género Formica, tribu Formicini. Fue descrita científicamente por William Morton Wheeler en 1909.
Se distribuye por Canadá y los Estados Unidos. Se ha encontrado a elevaciones de hasta 3810 metros. Vive en microhábitats como rocas, piedras y debajo de troncos en el suelo.